# Бурякове (Кропивницький район)
Буряко́ве — село в Україні, в Олександрівській селищній громаді Кропивницького району Кіровоградської області. Населення становить 38 осіб.

## Населення
Згідно з переписом УРСР 1989 року чисельність наявного населення села становила 63 особи, з яких 23 чоловіки та 40 жінок.
За переписом населення України 2001 року в селі мешкало 38 осіб.

### Мова
Розподіл населення за рідною мовою за даними перепису 2001 року:
| Мова       | Відсоток |
| ---------- | -------- |
| українська | 94,74 %  |
| російська  | 5,26 %   |